# Silvio Salinas
Silvio Roberto de Azevedo Salinas (Araraquara, 25 de outubro de 1942) é um pesquisador brasileiro, titular da Academia Brasileira de Ciências na área de Ciências Físicas desde 1993.
Professor titular senior do Instituto de Física da Universidade de São Paulo  e dirigiu o Centro de Ciências Naturais e Humanas da Universidade Federal do ABC.  Enquanto estudante, participava do movimento estudantil, e ficou 4 meses preso durante a ditadura militar brasileira, acusado de subversão.
Em 2019, recebeu o título de Cidadão Paulistano da Câmara Municipal de São Paulo.
Foi condecorado com a Grã-Cruz da Ordem Nacional do Mérito Científico.